# Tutupaca
Tutupaca je neaktivní stratovulkán. Nachází se v jižním Peru, v provincii Tacna. Stavba sopky je tvořena dvěma vulkanickými centry, jižnější centrum je mladší. Severní centrum v minulosti zkolabovalo, čímž vytvořilo kamennou lavinu, dlouhou asi sedm kilometrů. Žádná erupce sopky není evidována, ale v sedle mezi jednotlivými centry se nacházejí postglaciální lávové proudy.